# Liberalism i Sverige

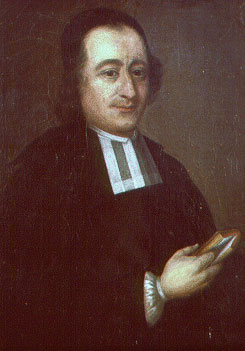
Anders Chydenius, en av den svenska liberalismens tidiga frontgestalter

De mest etablerade liberala partierna i Sverige har sedan länge antingen varit socialliberala eller liberalkonservativa. Av de i Sveriges riksdag företrädda partierna kan Liberalerna och Centerpartiet räknas som socialliberala. Moderaterna menar att deras politik är en blandning av en konservativ samhällssyn och liberala idéer medan Kristdemokraterna blandar värdekonservatism med en liberal ekonomisk politik.[källa behövs]

## Historik
Politiskt liberala idéer kan sägas ha varit företrädda i svenskt politiskt liv mot slutet av Frihetstiden, hos vissa företrädare av det yngre Mösspartiet. En ledande person under 1760-talet var Anders Chydenius. Liberalism som politisk term började användas i Sverige 1809. Det första liberala partiet i Sverige i mer egentlig mening under ståndsriksdagens tid var dock den så kallade Anckarsvärdska oppositionen på 1820-talet under Carl Henrik Anckarsvärd, som vände sig mot Karl XIV Johans konservativa styre.
Vid Reformmötena i Örebro 1849, 1850 och 1853 samlades liberaler från hela landet för att åstadkomma en rösträttsreform, och för att reformera ståndsriksdagen. Denna reform slutfördes slutligen, framdriven av Lois De Geer i och med representationsreformen år 1866.
Efter representationsreformen 1868 återfanns liberala riksdagsmän i flera partier. Den största frågan för de liberala under decennierna efter denna reform var frihandelsfrågan och tullstriderna, som stod mellan liberala och konservativa krafter. Det dröjde dock till 1895 innan riksdagen fick ett varaktigt liberalt riksdagsparti i form av Folkpartiet, som 1900 blev Liberala samlingspartiet. Liberala samlingspartiet upplöstes 1924.
Från slutet av 1800-talet och i början av 1900-talet var därefter rösträttsfrågan en av de viktigaste liberala frågorna i svensk politik.[källa behövs]

### Nyliberala småpartier
Från slutet av 1900-talet har olika organisationer och partier med nyliberalism eller libertarianism som grund (ibland under beteckningen klassisk liberalism) bildats utanför riksdagspartierna och deras studentorganisationer. Exempel är organisationen Frihetsfronten, och partierna Fria Listan och Liberala partiet. Inga av dessa partier har dock samlat mer än cirka 0,02% av rösterna i de riksdagsval de ställt upp.